# Grand Prix Velké Británie 1969
Grand Prix Velké Británie 1969 (oficiálně XXII RAC British Grand Prix) se jela na okruhu Silverstone v Silverstonu ve Velké Británii dne 19. července 1969. Závod byl šestým v pořadí v sezóně 1969 šampionátu Formule 1.

## Závod
| Poř.   | No. | Jezdec               | Konstruktér  | Počet kol | Čas/Odstoupení | Pořadí na startu | Body |
| ------ | --- | -------------------- | ------------ | --------- | -------------- | ---------------- | ---- |
| 1      | 3   | Jackie Stewart       | Matra-Ford   | 84        | 1:55:55.6      | 2                | 9    |
| 2      | 7   | Jacky Ickx           | Brabham-Ford | 83        | + 1 kolo       | 4                | 6    |
| 3      | 6   | Bruce McLaren        | McLaren-Ford | 83        | + 1 kolo       | 7                | 4    |
| 4      | 2   | Jochen Rindt         | Lotus-Ford   | 83        | + 1 kolo       | 1                | 3    |
| 5      | 16  | Piers Courage        | Brabham-Ford | 83        | + 1 kolo       | 10               | 2    |
| 6      | 19  | Vic Elford           | McLaren-Ford | 82        | + 2 kola       | 11               | 1    |
| 7      | 1   | Graham Hill          | Lotus-Ford   | 82        | + 2 kola       | 12               |      |
| 8      | 10  | Jo Siffert           | Lotus-Ford   | 81        | + 3 kola       | 9                |      |
| 9      | 4   | Jean-Pierre Beltoise | Matra-Ford   | 78        | + 6 kol        | 17               |      |
| 10     | 9   | John Miles           | Lotus-Ford   | 75        | + 9 kol        | 14               |      |
| Ret    | 12  | Pedro Rodríguez      | Ferrari      | 61        | Motor          | 8                |      |
| Ret    | 11  | Chris Amon           | Ferrari      | 45        | Převodovka     | 5                |      |
| Ret    | 5   | Denny Hulme          | McLaren-Ford | 27        | Zapalování     | 3                |      |
| Ret    | 15  | Jackie Oliver        | BRM          | 19        | Řazení         | 13               |      |
| Ret    | 18  | Jo Bonnier           | Lotus-Ford   | 6         | Motor          | 16               |      |
| Ret    | 20  | Derek Bell           | McLaren-Ford | 5         | Zavěšení       | 15               |      |
| Ret    | 14  | John Surtees         | BRM          | 1         | Zavěšení       | 6                |      |
| Zdroj: |     |                      |              |           |                |                  |      |

## Průběžné pořadí po závodě
Pohár jezdců
|        | Pořadí | Jezdec         | Body |
| ------ | ------ | -------------- | ---- |
|        | 1      | Jackie Stewart | 47   |
| 2      | 2      | Bruce McLaren  | 17   |
| 1      | 3      | Graham Hill    | 16   |
| 1      | 4      | Jo Siffert     | 13   |
| 2      | 5      | Jacky Ickx     | 13   |
| Zdroj: |        |                |      |

Pohár konstruktérů
|        | Pořadí | Konstruktér  | Body    |
| ------ | ------ | ------------ | ------- |
|        | 1      | Matra-Ford   | 45      |
|        | 2      | Lotus-Ford   | 25      |
|        | 3      | McLaren-Ford | 20 (22) |
|        | 4      | Brabham-Ford | 19      |
|        | 5      | Ferrari      | 4       |
| Zdroj: |        |              |         |